# Западноамазонская мирикина
Западноамазонская мирикина (лат. Aotus nancymai) — вид млекопитающих семейства ночных обезьян из Южной Америки.

## Классификация
До 1982 года в роде Aotus выделяли лишь один вид, Aotus trivirgatus. В 1983 году было предложено разделить вид на несколько. К 2014 году в составе рода классифицировалось уже десять видов, включая и западноамазонскую мирикину. Впрочем, некоторые эксперты такое разделение не признают, считая род Aotus монотипическим.

## Описание
Приматы достаточно небольшого размера. Хвост не хватательного типа. Цвет шерсти от светло-серого до светло-коричневого. Шерсть по бокам шеи, у основания хвоста и на внутренней поверхности конечностей рыжая. Хвост чёрный к кончику. Шерсть короткая, густая и мягкая. Глаза большие. У обоих полов имеется хвостовая железа, используемая для помечания территории.

## Распространение
Встречаются в центральной и северной части амазонских джунглей в северном Перу и восточной Бразилии.

## Поведение
Образуют небольшие группы от двух до пяти особей. Каждая группа агрессивно защищает свою территорию. Днём спят в дуплах деревьев и густой растительности, ночью добывают пищу на верхних ярусах леса.
Группа состоит из взрослых самца и самки и их потомства. По достижении половой зрелости молодняк покидает свою группу в поисках партнёра. Течный цикл длится около 19 дней. В помёте один или два детёныша.

## Статус популяции
Международный союз охраны природы присвоил виду охранный статус «Вызывает наименьшие опасения», поскольку его ареал достаточно обширен, а угроз популяции не выявлено. Плотность популяции составляет от 24,2 до 46,3 особей на км².